# Quattrocento
Kulturni in umetniški dogodki v Italiji v obdobju 1400 do 1499 se skupaj imenujejo quattrocento (italijansko [ˌkwattroˈtʃɛnto]) iz italijanske besede za številko 400, nato pa iz millequattrocento, ki je italijansko za leto 1400. Quattrocento zajema umetniške sloge poznega srednjega veka (predvsem mednarodno gotiko), zgodnjo renesanso (začetek okoli leta 1425) in začetek visoke renesanse, za katero se na splošno trdi, da se je začela med letoma 1495 in 1500.

## Zgodovinski kontekst
Po propadu Zahodnega rimskega cesarstva leta 476 so se po Evropi razširile gospodarske motnje in motnje v trgovini. To je bil začetek zgodnjega srednjega veka, ki je trajal približno do 11. stoletja, ko se je trgovina okrepila, prebivalstvo se je začelo širiti in ljudje so ponovno pridobili oblast.
V poznem srednjem veku se je politična struktura evropske celine počasi združevala iz majhnih, nemirnih fevdov v večje, stabilnejše nacionalne države, ki so jim vladale monarhije. V Italiji so nastala mestna središča, naseljena s trgovskimi in obrtniškimi razredi, ki so se lahko branili. Denar je zamenjal zemljo kot sredstvo menjave, vse več kmetov pa je postalo svobodnjakov. Spremembe v srednjeveški Italiji in upad fevdalizma so utrle pot družbenim, kulturnim in gospodarskim spremembam.
Na quattrocento gledamo kot na prehod iz srednjeveškega obdobja v dobo italijanske renesanse, predvsem v mestih Rim, Firence, Milano, Benetke, Neapelj. V tem obdobju je Konstantinopel padel pod Osmansko cesarstvo in ga primerjajo s Timuridsko renesanso, ki se je hkrati razvila v Srednji Aziji.

## Razvoj quattrocento slogov
Umetnost quattrocenta je odstranila dekorativne mozaike, ki so običajno povezani z bizantinsko umetnostjo, skupaj s krščanskimi in gotskimi mediji, pa tudi sloge v vitrajih, freskah, iluminiranih rokopisih in kiparstvu. Namesto tega so umetniki quattrocenta vključili bolj klasične oblike, ki jih je razvila klasična rimska in starogrška umetnost.

## Seznam italijanskih quattrocento umetnikov
Ker se quattrocento prekriva z delom renesanse, bi bilo netočno reči, da je bil določen umetnik quattrocenta ali renesanse. Umetniki tistega časa se verjetno ne bi opredelili kot člani šole ali obdobja.
- Andrea del Castagno
- Andrea del Verrocchio
- Andrea della Robbia
- Andrea Mantegna
- Antonello da Messina
- Antoniazzo Romano
- Antonio Pollaiuolo
- Antonio Rossellino
- Benozzo Gozzoli
- Bertoldo di Giovanni
- Carlo Crivelli
- Cosimo Tura
- Desiderio da Settignano
- Domenico di Bartolo
- Domenico Ghirlandaio
- Domenico Veneziano
- Donatello
- Ercole de' Roberti
- Filippo Brunelleschi
- Filippo Lippi
- Fra Angelico
- Francesco del Cossa
- Francesco di Giorgio
- Francesco Squarcione
- Gentile Bellini
- Gentile da Fabriano
- Giovanni Bellini
- Giovanni di Paolo
- Jacopo de' Barbari
- Jacopo Bellini
- Justus van Gent
- Robert Campin (Majstor iz Flemalea)
- Jan van Eyck
- Rogier van der Weyden
- Hugo van der Goes
- Leonardo da Vinci
- Lorenzo Ghiberti
- Luca della Robbia
- Luca Signorelli
- Luciano Laurana[2]
- Masaccio
- Masolino
- Melozzo da Forlì
- Michelangelo Buonarroti
- Paolo Uccello
- Pedro Berruguete
- Piero della Francesca
- Pietro Perugino
- Sandro Botticelli
- Il Sassetta
- Troso da Monza
- Vecchietta
- Vittore Carpaccio
- Vittore Crivelli
- Jean Fouquet